# Emre Can
Emre Can (IPA: /ˈɛmrɛ ˈd͡ʒɑn/; Francoforte sul Meno, 12 gennaio 1994) è un calciatore tedesco di origine turca, centrocampista del Borussia Dortmund, di cui è capitano, e della nazionale tedesca.

## Caratteristiche tecniche
Centrocampista combattivo, gioca come mezzala, e fa della forza fisica e della cattiveria agonistica i suoi maggiori punti di forza. In possesso di una buona tecnica individuale, è bravo nel partecipare alla manovra e nella fase difensiva. Dispone di una buona progressione, e grazie alla sua duttilità tattica può ricoprire più ruoli del centrocampo e, all'occorrenza, può essere schierato anche come difensore centrale o terzino. È anche un buon tiratore da fuori area, oltre a essere bravo in pressing, nei contrasti e a recuperare palloni.

## Carriera

### Club

#### Bayern Monaco
Dopo avere giocato nel settore giovanile dell'Eintracht Francoforte, nel 2009 passa al Bayern Monaco. Esordisce in prima squadra nella vittoriosa DFL-Supercup del 2012. Esordisce in campionato il 13 aprile 2013, nella sfida della 26ª giornata di Bundesliga giocata all'Allianz Arena contro il Norimberga e vinta per 4-0. Nella stessa stagione gioca anche altre tre partite di campionato, con un gol segnato, e due gare nella coppa nazionale.
Il 6 aprile 2013, con ben sei giornate di anticipo rispetto alla fine del campionato, vince il suo primo titolo di Bundesliga. Il 25 maggio 2013 vince la Champions League, grazie alla vittoria per 2-1 nella finale contro il Borussia Dortmund. Il 1º giugno 2013 vince anche la Coppa di Germania, ottenendo con la compagine bavarese uno storico treble.

#### Bayer Leverkusen
Il 2 agosto 2013 si lega al Bayer Leverkusen, con diritto di controriscatto a favore della società bavarese. La prima presenza con la nuova squadra la trova nella partita persa per 2-0 sul campo dello Schalke 04. Il primo gol arriva il 26 ottobre 2013, nella partita vinta 2-1 contro l'Augusta. Conclude la sua unica stagione a Leverkusen con 39 presenze e 4 gol.

#### Liverpool

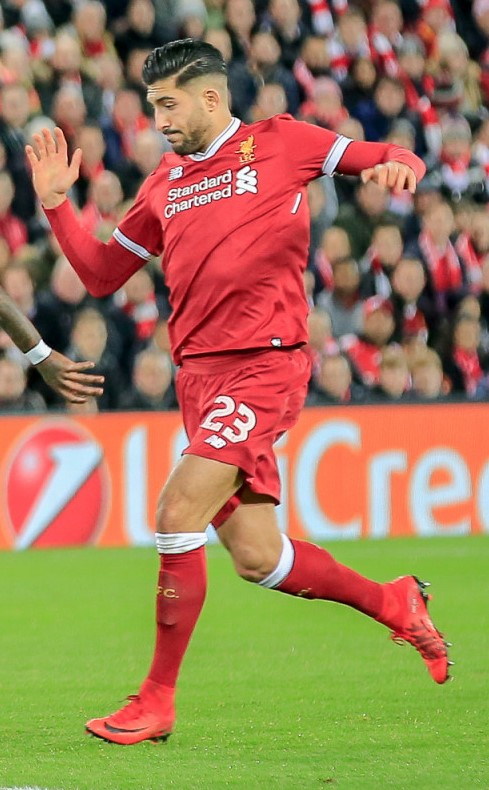
Can al Liverpool nel 2017

Il 5 giugno 2014 viene acquistato dagli inglesi del Liverpool per circa 15 milioni di euro. La prima presenza con la maglia dei Reds giunge con la sconfitta per 3-1 sul campo del Manchester City, mentre l'8 novembre 2014 arriva il primo gol inglese per lui, nella sconfitta interna contro il Chelsea. Dopo un primo periodo in cui è spesso relegato in panchina, scala le gerarchie del tecnico Brendan Rodgers divenendo tra gli inamovibili della squadra titolare. Conclude la sua prima stagione in Inghilterra con 40 presenze e 1 gol.
Nella stagione successiva, nonostante il cambio di tecnico, da Rodgers a Jürgen Klopp, mantiene il posto da titolare. Il primo gol in Premier League lo trova nella vittoria esterna per 6-0 contro l'Aston Villa, mentre nella fase a gironi dell'Europa League trova il primo gol in campo continentale, nella partita pareggiata 1-1 in casa del Rubin. Conclude la sua seconda stagione a Liverpool con 49 presenze e 2 gol.
Esordisce nell'annata 2016-2017 con la vittoria per 4-3 sul campo dell'Arsenal. Realizza il primo gol stagionale il 29 ottobre 2016, nella partita vinta 4-2 sul terreno del Crystal Palace. Il 6 novembre 2016 trova il secondo gol stagionale, e secondo consecutivo in campionato, nella goleada 6-1 ad Anfield ai danni del Watford, valevole per il momentaneo primo posto in classifica. Il 19 novembre, giocando la partita pareggiata 0-0 sul campo del Southampton, raggiunge quota 100 presenze con la maglia dei Reds.

#### Juventus
In scadenza di contratto con il Liverpool, il 21 giugno 2018 si trasferisce a parametro zero agli italiani della Juventus. Esordisce in maglia bianconera il successivo 18 agosto, nella vittoriosa trasferta di Serie A contro il Chievo (3-2), subentrando allo scadere al connazionale Khedira. Il suo impatto con la realtà torinese subisce tuttavia un brusco stop in ottobre, quando è costretto a operarsi per un nodulo tiroideo benigno, rimanendo temporaneamente lontano dall'attività agonistica fino al termine dell'anno. Una volta ristabilitosi, ancora contro i succitati clivensi trova, il 21 gennaio 2019, la prima rete di marca juventina, siglando il raddoppio nel vittorioso incontro casalingo di campionato (3-0). Nel frattempo, cinque giorni prima aveva vinto la sua prima Supercoppa italiana, a Gedda contro il Milan (1-0), match in cui il tedesco subentra a Pjanic nella ripresa. Segna 4 reti complessive nella sua prima stagione juventina, di cui una nel vittorioso big match esterno contro il Napoli (2-1), vincendo a fine campionato il suo primo scudetto.
L'avvio della stagione successiva è più complicato per Can, causa l'avvicendamento tecnico tra Massimiliano Allegri e il nuovo allenatore Maurizio Sarri, il quale impiega il giocatore con minore frequenza.

#### Borussia Dortmund
Dopo un anno e mezzo in Italia, il 31 gennaio 2020 passa al Borussia Dortmund in prestito oneroso di un milione di euro. Debutta con i gialloneri il successivo 8 febbraio, andando in gol nella partita di Bundesliga persa 4-3 contro il Bayer Leverkusen. Il successivo 18 febbraio la squadra tedesca esercita l'obbligo di riscatto, acquisendo il centrocampista a titolo definitivo per 25 milioni di euro.

### Nazionale

#### Nazionali giovanili
Come capitano della nazionale tedesca Under-17, nel 2011 ha guidato la squadra alla conquista del terzo posto nel mondiale di categoria, vincendo sei delle sette partite del torneo e venendo battuti solo in semifinale dai futuri vincitori del Messico per 3-2: in quella partita Can segnò il suo unico gol della competizione. In questa fase, nonostante le sue origine turche e quindi la possibilità di optare anche per la nazionale turca, Can ha dichiarato di volere proseguire il suo percorso nazionale nelle file tedesche.

#### Nazionale maggiore

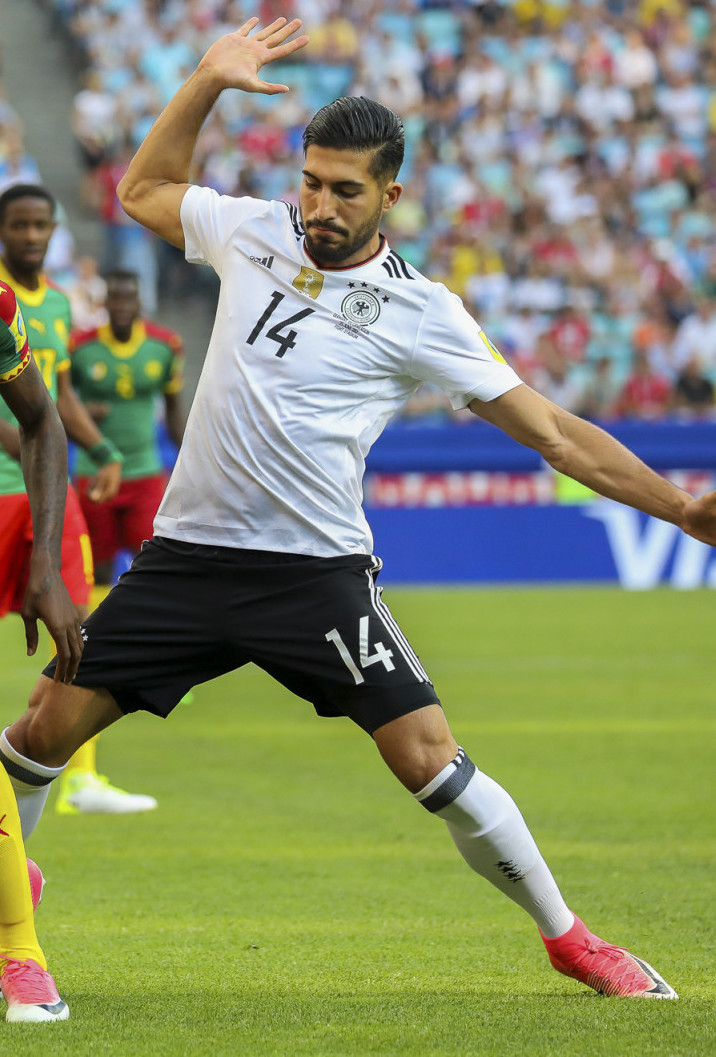
Can in nazionale durante la Confederations Cup 2017

Esordisce con la nazionale maggiore il 4 settembre 2015, nella sua città natale di Francoforte sul Meno, giocando tutti i 90' in un match valido per le qualificazioni al campionato d'Europa 2016 contro la Polonia; nell'estate seguente viene convocato per la fase finale della competizione in Francia, scendendo in campo in occasione della semifinale giocata (e persa) contro i padroni di casa della Francia. A causa di un infortunio alla schiena, non viene convocato per il campionato del mondo 2018 in Russia.
Il 13 ottobre 2019, in occasione della vittoria 3-0 a Tallinn contro l'Estonia e valevole per le qualificazioni al campionato d'Europa 2020, viene espulso dopo soli 14': è il cartellino rosso più veloce nella storia della Germania e, in generale, il più precoce in una gara di qualificazione a un campionato d'Europa da quello dell'olandese Edgar Davids nel 2003. Successivamente è stato convocato per la fase finale della rassegna continentale (posticipata al 2021 a causa della pandemia di COVID-19), in cui i tedeschi vengono eliminati agli ottavi dall'Inghilterra (2-0).
Dopo non essere stato convocato per il campionato del mondo 2022, inizialmente non viene chiamato neppure per il campionato d'Europa 2024, salvo poi rientrare in extremis nella lista dei 26 definitivi il 12 giugno, a seguito dell'infortunio accorso ad Aleksandar Pavlović. Due giorni dopo fissa il punteggio nella gara inaugurale del torneo, vinta 5-1 contro la Scozia.

## Statistiche

### Presenze e reti nei club
Statistiche aggiornate al 21 dicembre 2024.
| Stagione                 | Squadra                  | Campionato               | Campionato | Campionato | Coppe nazionali | Coppe nazionali | Coppe nazionali | Coppe continentali | Coppe continentali | Coppe continentali | Altre coppe | Altre coppe | Altre coppe | Totale | Totale |
| Stagione                 | Squadra                  | Comp                     | Pres       | Reti       | Comp            | Pres            | Reti            | Comp               | Pres               | Reti               | Comp        | Pres        | Reti        | Pres   | Reti   |
| ------------------------ | ------------------------ | ------------------------ | ---------- | ---------- | --------------- | --------------- | --------------- | ------------------ | ------------------ | ------------------ | ----------- | ----------- | ----------- | ------ | ------ |
| 2011-2012                | Bayern Monaco II         | RLS                      | 17         | 1          | -               | -               | -               | -                  | -                  | -                  | -           | -           | -           | 17     | 1      |
| 2012-2013                | Bayern Monaco II         | RLB                      | 14         | 2          | -               | -               | -               | -                  | -                  | -                  | -           | -           | -           | 14     | 2      |
| Totale Bayern Monaco II  | Totale Bayern Monaco II  | Totale Bayern Monaco II  | 31         | 3          |                 | -               | -               |                    | -                  | -                  |             | -           | -           | 31     | 3      |
| 2012-2013                | Bayern Monaco            | BL                       | 4          | 1          | CG              | 2               | 0               | UCL                | 0                  | 0                  | SG          | 1           | 0           | 7      | 1      |
| 2013-2014                | Bayer Leverkusen         | BL                       | 29         | 3          | CG              | 3               | 1               | UCL                | 7                  | 0                  | -           | -           | -           | 39     | 4      |
| 2014-2015                | Liverpool                | PL                       | 27         | 1          | FACup+CdL       | 6+3             | 0               | UCL+UEL            | 2+2                | 0                  | -           | -           | -           | 40     | 1      |
| 2015-2016                | Liverpool                | PL                       | 30         | 1          | FACup+CdL       | 0+5             | 0               | UEL                | 14                 | 1                  | -           | -           | -           | 49     | 2      |
| 2016-2017                | Liverpool                | PL                       | 32         | 5          | FACup+CdL       | 6+2             | 0               | -                  | -                  | -                  | -           | -           | -           | 40     | 5      |
| 2017-2018                | Liverpool                | PL                       | 26         | 3          | FACup+CdL       | 2+0             | 0               | UCL                | 10                 | 3                  | -           | -           | -           | 38     | 6      |
| Totale Liverpool         | Totale Liverpool         | Totale Liverpool         | 115        | 10         |                 | 24              | 0               |                    | 28                 | 4                  |             | -           | -           | 167    | 14     |
| 2018-2019                | Juventus                 | A                        | 29         | 4          | CI              | 1               | 0               | UCL                | 6                  | 0                  | SI          | 1           | 0           | 37     | 4      |
| 2019-gen. 2020           | Juventus                 | A                        | 8          | 0          | CI              | 0               | 0               | UCL                | -                  | -                  | SI          | 0           | 0           | 8      | 0      |
| Totale Juventus          | Totale Juventus          | Totale Juventus          | 37         | 4          |                 | 1               | 0               |                    | 6                  | 0                  |             | 1           | 0           | 45     | 4      |
| gen.-giu. 2020           | Borussia Dortmund        | BL                       | 12         | 2          | CG              | 1               | 0               | UCL                | 2                  | 0                  | -           | -           | -           | 15     | 2      |
| 2020-2021                | Borussia Dortmund        | BL                       | 28         | 1          | CG              | 5               | 1               | UCL                | 6                  | 0                  | SG          | 1           | 0           | 40     | 2      |
| 2021-2022                | Borussia Dortmund        | BL                       | 24         | 5          | CG              | 1               | 0               | UCL+UEL            | 2+1                | 0                  | SG          | 0           | 0           | 28     | 5      |
| 2022-2023                | Borussia Dortmund        | BL                       | 27         | 2          | CG              | 4               | 1               | UCL                | 7                  | 0                  | -           | -           | -           | 38     | 3      |
| 2023-2024                | Borussia Dortmund        | BL                       | 25         | 2          | CG              | 2               | 0               | UCL                | 11                 | 0                  | -           | -           | -           | 38     | 2      |
| 2024-2025                | Borussia Dortmund        | BL                       | 13         | 2          | CG              | 2               | 1               | UCL                | 6                  | 2                  | Cmc         | -           | -           | 21     | 5      |
| Totale Borussia Dortmund | Totale Borussia Dortmund | Totale Borussia Dortmund | 129        | 14         |                 | 15              | 3               |                    | 35                 | 2                  |             | 1           | 0           | 180    | 19     |
| Totale carriera          | Totale carriera          | Totale carriera          | 345        | 35         |                 | 45              | 4               |                    | 76                 | 6                  |             | 3           | 0           | 469    | 45     |

### Cronologia presenze e reti in nazionale
| Cronologia completa delle presenze e delle reti in nazionale ― Germania | Cronologia completa delle presenze e delle reti in nazionale ― Germania | Cronologia completa delle presenze e delle reti in nazionale ― Germania | Cronologia completa delle presenze e delle reti in nazionale ― Germania | Cronologia completa delle presenze e delle reti in nazionale ― Germania | Cronologia completa delle presenze e delle reti in nazionale ― Germania | Cronologia completa delle presenze e delle reti in nazionale ― Germania | Cronologia completa delle presenze e delle reti in nazionale ― Germania |
| Data                                                                    | Città                                                                   | In casa                                                                 | Risultato                                                               | Ospiti                                                                  | Competizione                                                            | Reti                                                                    | Note                                                                    |
| ----------------------------------------------------------------------- | ----------------------------------------------------------------------- | ----------------------------------------------------------------------- | ----------------------------------------------------------------------- | ----------------------------------------------------------------------- | ----------------------------------------------------------------------- | ----------------------------------------------------------------------- | ----------------------------------------------------------------------- |
| 4-9-2015                                                                | Francoforte                                                             | Germania                                                                | 3 – 1                                                                   | Polonia                                                                 | Qual. Euro 2016                                                         | -                                                                       |                                                                         |
| 7-9-2015                                                                | Glasgow                                                                 | Scozia                                                                  | 2 – 3                                                                   | Germania                                                                | Qual. Euro 2016                                                         | -                                                                       |                                                                         |
| 13-11-2015                                                              | Saint-Denis                                                             | Francia                                                                 | 2 – 0                                                                   | Germania                                                                | Amichevole                                                              | -                                                                       | 33’                                                                     |
| 26-3-2016                                                               | Berlino                                                                 | Germania                                                                | 2 – 3                                                                   | Inghilterra                                                             | Amichevole                                                              | -                                                                       | 39’                                                                     |
| 29-3-2016                                                               | Monaco di Baviera                                                       | Germania                                                                | 4 – 1                                                                   | Italia                                                                  | Amichevole                                                              | -                                                                       | 68’                                                                     |
| 4-6-2016                                                                | Gelsenkirchen                                                           | Germania                                                                | 2 – 0                                                                   | Ungheria                                                                | Amichevole                                                              | -                                                                       | 46’                                                                     |
| 7-7-2016                                                                | Marsiglia                                                               | Germania                                                                | 0 – 2                                                                   | Francia                                                                 | Euro 2016 - Semifinale                                                  | -                                                                       | 36’ - 67’                                                               |
| 22-3-2017                                                               | Dortmund                                                                | Germania                                                                | 1 – 0                                                                   | Inghilterra                                                             | Amichevole                                                              | -                                                                       | 66’                                                                     |
| 6-6-2017                                                                | Brøndby                                                                 | Danimarca                                                               | 1 – 1                                                                   | Germania                                                                | Amichevole                                                              | -                                                                       | 58’                                                                     |
| 10-6-2017                                                               | Norimberga                                                              | Germania                                                                | 7 – 0                                                                   | San Marino                                                              | Qual. Mondiali 2018                                                     | -                                                                       |                                                                         |
| 19-6-2017                                                               | Soči                                                                    | Australia                                                               | 2 – 3                                                                   | Germania                                                                | Conf. Cup 2017 - 1º turno                                               | -                                                                       | 78’                                                                     |
| 22-6-2017                                                               | Kazan'                                                                  | Germania                                                                | 1 – 1                                                                   | Cile                                                                    | Conf. Cup 2017 - 1º turno                                               | -                                                                       |                                                                         |
| 25-6-2017                                                               | Soči                                                                    | Germania                                                                | 3 – 1                                                                   | Camerun                                                                 | Conf. Cup 2017 - 1º turno                                               | -                                                                       |                                                                         |
| 29-6-2017                                                               | Soči                                                                    | Germania                                                                | 4 – 1                                                                   | Messico                                                                 | Conf. Cup 2017 - Semifinale                                             | -                                                                       | 67’ - 72’                                                               |
| 2-7-2017                                                                | San Pietroburgo                                                         | Cile                                                                    | 0 – 1                                                                   | Germania                                                                | Conf. Cup 2017 - Finale                                                 | -                                                                       | 79’ - 90’                                                               |
| 1-9-2017                                                                | Praga                                                                   | Rep. Ceca                                                               | 1 – 2                                                                   | Germania                                                                | Qual. Mondiali 2018                                                     | -                                                                       | 79’                                                                     |
| 5-10-2017                                                               | Belfast                                                                 | Irlanda del Nord                                                        | 1 – 3                                                                   | Germania                                                                | Qual. Mondiali 2018                                                     | -                                                                       | 66’                                                                     |
| 8-10-2017                                                               | Kaiserslautern                                                          | Germania                                                                | 5 – 1                                                                   | Azerbaigian                                                             | Qual. Mondiali 2018                                                     | 1                                                                       |                                                                         |
| 10-11-2017                                                              | Londra                                                                  | Inghilterra                                                             | 1 – 1                                                                   | Germania                                                                | Amichevole                                                              | -                                                                       | 67’                                                                     |
| 14-11-2017                                                              | Colonia                                                                 | Germania                                                                | 2 – 2                                                                   | Francia                                                                 | Amichevole                                                              | -                                                                       | 83’                                                                     |
| 13-10-2018                                                              | Amsterdam                                                               | Paesi Bassi                                                             | 3 – 0                                                                   | Germania                                                                | UEFA Nations League 2018-2019 - 1º turno                                | -                                                                       | 57’                                                                     |
| 9-9-2019                                                                | Belfast                                                                 | Irlanda del Nord                                                        | 0 – 2                                                                   | Germania                                                                | Qual. Euro 2020                                                         | -                                                                       | 85’                                                                     |
| 9-10-2019                                                               | Dortmund                                                                | Germania                                                                | 2 – 2                                                                   | Argentina                                                               | Amichevole                                                              | -                                                                       |                                                                         |
| 13-10-2019                                                              | Tallinn                                                                 | Estonia                                                                 | 0 – 3                                                                   | Germania                                                                | Qual. Euro 2020                                                         | -                                                                       | 14’                                                                     |
| 19-11-2019                                                              | Francoforte sul Meno                                                    | Germania                                                                | 6 – 1                                                                   | Irlanda del Nord                                                        | Qual. Euro 2020                                                         | -                                                                       |                                                                         |
| 3-9-2020                                                                | Stoccarda                                                               | Germania                                                                | 1 – 1                                                                   | Spagna                                                                  | UEFA Nations League 2020-2021 - 1º turno                                | -                                                                       |                                                                         |
| 6-9-2020                                                                | Basilea                                                                 | Svizzera                                                                | 1 – 1                                                                   | Germania                                                                | UEFA Nations League 2020-2021 - 1º turno                                | -                                                                       | 78’                                                                     |
| 7-10-2020                                                               | Colonia                                                                 | Germania                                                                | 3 – 3                                                                   | Turchia                                                                 | Amichevole                                                              | -                                                                       | 68’                                                                     |
| 10-10-2020                                                              | Kiev                                                                    | Ucraina                                                                 | 1 – 2                                                                   | Germania                                                                | UEFA Nations League 2020-2021 - 1º turno                                | -                                                                       | 90’                                                                     |
| 13-10-2020                                                              | Colonia                                                                 | Germania                                                                | 3 – 3                                                                   | Svizzera                                                                | UEFA Nations League 2020-2021 - 1º turno                                | -                                                                       | 77’                                                                     |
| 25-3-2021                                                               | Duisburg                                                                | Germania                                                                | 3 – 0                                                                   | Islanda                                                                 | Qual. Mondiali 2022                                                     | -                                                                       |                                                                         |
| 28-3-2021                                                               | Bucarest                                                                | Romania                                                                 | 0 – 1                                                                   | Germania                                                                | Qual. Mondiali 2022                                                     | -                                                                       |                                                                         |
| 31-3-2021                                                               | Duisburg                                                                | Germania                                                                | 1 – 2                                                                   | Macedonia del Nord                                                      | Qual. Mondiali 2022                                                     | -                                                                       | 90+3’                                                                   |
| 7-6-2021                                                                | Düsseldorf                                                              | Germania                                                                | 7 – 1                                                                   | Lettonia                                                                | Amichevole                                                              | -                                                                       | 61’                                                                     |
| 15-6-2021                                                               | Monaco di Baviera                                                       | Francia                                                                 | 1 – 0                                                                   | Germania                                                                | Euro 2020 - 1º turno                                                    | -                                                                       | 88’                                                                     |
| 19-6-2021                                                               | Monaco di Baviera                                                       | Portogallo                                                              | 2 – 4                                                                   | Germania                                                                | Euro 2020 - 1º turno                                                    | -                                                                       | 62’                                                                     |
| 29-6-2021                                                               | Londra                                                                  | Inghilterra                                                             | 2 – 0                                                                   | Germania                                                                | Euro 2020 - Ottavi di finale                                            | -                                                                       | 87’                                                                     |
| 25-3-2023                                                               | Magonza                                                                 | Germania                                                                | 2 – 0                                                                   | Perù                                                                    | Amichevole                                                              | -                                                                       | 46’                                                                     |
| 28-3-2023                                                               | Colonia                                                                 | Germania                                                                | 2 – 3                                                                   | Belgio                                                                  | Amichevole                                                              | -                                                                       | 32’                                                                     |
| 16-6-2023                                                               | Varsavia                                                                | Polonia                                                                 | 1 – 0                                                                   | Germania                                                                | Amichevole                                                              | -                                                                       |                                                                         |
| 20-6-2023                                                               | Gelsenkirchen                                                           | Germania                                                                | 0 – 2                                                                   | Colombia                                                                | Amichevole                                                              | -                                                                       | 66’                                                                     |
| 9-9-2023                                                                | Wolfsburg                                                               | Germania                                                                | 1 – 4                                                                   | Giappone                                                                | Amichevole                                                              | -                                                                       | 64’                                                                     |
| 12-9-2023                                                               | Dortmund                                                                | Germania                                                                | 2 – 1                                                                   | Francia                                                                 | Amichevole                                                              | -                                                                       |                                                                         |
| 14-6-2024                                                               | Monaco di Baviera                                                       | Germania                                                                | 5 – 1                                                                   | Scozia                                                                  | Euro 2024 - 1º turno                                                    | 1                                                                       | 80’                                                                     |
| 19-6-2024                                                               | Stoccarda                                                               | Germania                                                                | 2 – 0                                                                   | Ungheria                                                                | Euro 2024 - 1º turno                                                    | -                                                                       | 72’                                                                     |
| 29-6-2024                                                               | Dortmund                                                                | Germania                                                                | 2 – 0                                                                   | Danimarca                                                               | Euro 2024 - Ottavi di finale                                            | -                                                                       | 64’                                                                     |
| 5-7-2024                                                                | Stoccarda                                                               | Spagna                                                                  | 2 – 1 dts                                                               | Germania                                                                | Euro 2024 - Quarti di finale                                            | -                                                                       | 46’                                                                     |
| 10-9-2024                                                               | Amsterdam                                                               | Paesi Bassi                                                             | 2 – 2                                                                   | Germania                                                                | UEFA Nations League 2024-2025 - 1º turno                                | -                                                                       | 64’                                                                     |
| Totale                                                                  |                                                                         | Presenze                                                                | 48                                                                      |                                                                         | Reti                                                                    | 2                                                                       |                                                                         |

## Palmarès

### Club

#### Competizioni nazionali
- Supercoppa di Germania: 1

Bayern Monaco: 2012
- Campionato tedesco: 1

Bayern Monaco: 2012-2013
- Coppa di Germania: 2

Bayern Monaco: 2012-2013
Borussia Dortmund: 2020-2021
- Campionato italiano: 1

Juventus: 2018-2019
- Supercoppa italiana: 1

Juventus: 2018

### Nazionale
- Confederations Cup: 1

Russia 2017

### Individuale
- Squadra della stagione della UEFA Europa League: 1

2015-2016